# Pezizaceae
Pezizaceae Dumort., Anal. fam. pl.: 72 (1829).
Pezizaceae è una famiglia di funghi ascomiceti appartenente all'ordine Pezizales.
Le specie di questa famiglia hanno corpi fruttiferi concavi, a forma di coppa, con aschi che non sporgono dall'imenio, sono prive di gambo (sessili) oppure con gambo molto corto rispetto alla coppa. Sono funghi epigei o semiepigei, cioè si sviluppano interrati in forma globosa e poi spuntano dal terreno con la forma di coppa.

## Commestibilità dei generi
Insignificante.

Molte le specie non eduli, svariate velenose oppure sospette. Alcune specie sono mortali (per esempio la Sarcosphaera coronaria).

## Generi diPezizaceae
Il genere tipo è Peziza Fr., altri generi inclusi sono:
- Aleuria (Fr.) Gillet 1879
- Aleurina (Sacc.) Sacc. & P. Syd. 1902
- Amylascus Trappe 1971
- Boudiera Cooke 1877
- Caulocarpa Gilkey 1947
- Chromelosporium Corda 1833
- Clelandia Trappe 1979
- Cryptica R. Hesse 1884
- Curreyella Massee 1895
- Daleomyces Setch. 1924
- Detonia Sacc. 1889
- Discaria (Sacc.) Sacc. 1889
- Durandiomyces Seaver 1928
- Eremiomyces Trappe & Kagan-Zur 2005
- Galactinia (Cooke) Boud. 1885
- Geoscypha (Cooke) Lambotte 1888
- Gonzala Adans. ex Léman 1821
- Gorodkoviella Vassilkov 1969
- Hapsidomyces J.C. Krug & Jeng 1984
- Heteroplegma Clem. 1903
- Hydnobolites Tul. & C. Tul. 1843
- Hydnoplicata Gilkey 1955
- Hydnotryopsis Gilkey 1916
- Infundibulum Velen. 1934
- Iodophanus Korf 1967
- Iodowynnea Medel, Guzmán & S. Chacón 1996
- Iotidea Clem. 1909
- Kalaharituber Trappe & Kagan-Zur 2005
- Kimbropezia Korf & W.Y. Zhuang 1991
- Lepidotia Boud. 1885
- Leptopeza G.H. Otth 1871
- Lycoperdellon Torrend 1913
- Muciturbo P.H.B. Talbot 1989
- Mycoclelandia Trappe & G.W. Beaton 1984
- Napomyces Setch. ex Clem. & Shear 1931
- Ostracoderma Fr. 1825
- Pachyella Boud. 1907
- Pachyphlodes Zobel 1854
- Pachyphloeus Tul. & C. Tul. 1844
- Paramitra Benedix 1962
- Peltidium Kalchbr. 1862
- Pfistera Korf & W.Y. Zhuang 1991
- Phaeobarlaea Henn. 1903
- Phaeopezia (Vido) Sacc. 1884
- Plicaria Fuckel 1870
- Plicariella (Sacc.) Rehm 1894
- Podaleuris Clem. 1909
- Pulvinaria Velen. 1934
- Rhodopeziza Hohmeyer & J. Moravec 1995
- Ruhlandiella Henn. 1903
- Sarcosphaera Auersw. 1869
- Scabropezia Dissing & Pfister 1981
- Scodellina Gray 1821
- Sphaerozone Zobel 1854
- Svrcekia Kubicka 1960
- Tirmania Chatin 1892
- Tomentelleopsis Orlova 1959
- Tremellodiscus Lloyd 1925